# Liste der Mitglieder der National Academy of Sciences/1905
Im Jahr 1905 wählte die National Academy of Sciences der Vereinigten Staaten 7 Personen zu ihren Mitgliedern.

## Neugewählte Mitglieder
- Henri Becquerel (1852–1908)
- John Branner (1850–1922)
- William Holmes (1846–1933)
- William H. Howell (1860–1945)
- Arthur A. Noyes (1866–1936)
- Michael Pupin (1854–1935)
- Paul von Groth (1843–1927)